# Chicago Med (7.ª temporada)
A sétima temporada da série de televisão dramática estadounidense Chicago Med foi encomendada em 27 de fevereiro de 2020 pela NBC, estreou em 22 de setembro de 2021 e foi finalizada em 25 de maio de 2022, contando com 22 episódios. A temporada foi produzida pela Universal Television em associação com a Wolf Entertainment, com Dick Wolf como produtor executivo e Michael Brandt, Derek Hass, Peter Jankowski, Andrew Schneider e Diane Frolov como produtores. A temporada foi ao ar na temporada de transmissão de 2021-22 às noites de quarta-feira às 20h00, horário do leste dos EUA.
Esta é a primeira temporada a não contar com a membro do elenco original Yaya DaCosta bem como a última a contar com a também original Torrey DeVitto, que deixa a série no primeiro episódio da temporada. A temporada também introduz no elenco principal Guy Lockard como Dr. Dylan Scott e Kristen Hager como Dra. Stevie Hammer, com esta última deixando a série ainda antes do final da temporada, no 14.º episódio. Steven Weber, que fez participações recorrentes como Dr. Dean Archer na temporada anterior, foi promovido ao elenco principal, porém seus créditos nos episódios são de "Convidado especial". Jessy Schram, que interpreta a Dra. Hannah Asher desde a temporada 5, acaba sendo promovida ao elenco principal após o 16.º episódio.
A sétima temporada estrela Nick Gehlfuss como Dr. Will Halstead, Torrey DeVitto como Dra. Natalie Manning, Brian Tee como Dr. Ethan Choi, Dominic Rains como Dr. Crockett Marcel, Marlyne Barrett como Maggie Lockwood, Kristen Hager como Dra. Stevie Hammer, Guy Lockard como Dr. Dylan Scott, S. Epatha Merkerson como Sharon Goodwin, Oliver Platt como Dr. Daniel Charles, Steven Weber como Dr. Dean Archer e Jessy Schram como Dra. Hannah Asher.
A temporada terminou com uma audiência média de de 9.09 milhões de telespectadores e ficou classificada em 14.º lugar na audiência total e classificada em 15.º no grupo demográfico de 18 a 49 anos.

## Elenco e personagens

### Principal
- Nick Gehlfuss como Dr. Will Halstead
- Torrey DeVitto como Dra. Natalie Manning[a]
- Dominic Rains como Dr. Crockett Marcel
- Marlyne Barrett como Maggie Lockwood
- Kristen Hager como Dra. Stevie Hammer[b]
- Guy Lockard como Dr. Dylan Scott
- S. Epatha Merkerson como Sharon Goodwin
- Oliver Platt como Dr. Daniel Charles
- Brian Tee como Dr. Ethan Choi[c]
- Steven Weber como Dr. Dean Archer[d]
- Jessy Schram como Dra. Hannah Asher[e]

### Recorrente
- Michael Rady como Dr. Matt Cooper
- Sarah Rafferty como Dra. Pamela Blake
- Asjha Cooper como Dra. Vanessa Taylor
- Angela Wong Carbone como Jessa Rinaldi
- Bonita Friedericy como Terri Hammer
- Brennan Brown como Dr. Sam Abrams
- Lorena Diaz como Enfermeira Doris
- Marie Tredway como Enfermeira Trinidad "Trini" Campos
- Marc Grapey como Peter Kalmick
- Johanna Braddy como Avery Quinn
- Riley Voelkel como Milena Jovanovic
- Johnny Wu como Dr. Randall Shentu

### Participações
- Nate Santana como Dr. James Lanik
- Curtiss Cook como Reginald Scott
- Deanne Lauvin como Zora Scott
- Leon Addison Brown como Gerald Simmons
- Hannah Riley como Anna Charles
- Nicolette Robinson como Tara Goodwin

### Crossover
- LaRoyce Hawkins como Oficial Kevin Atwater (De Chicago P.D.)
- Marina Squerciati como Oficial Kim Burgess (De Chicago P.D.)

Notas
1. ↑  Creditada apenas no primeiro episódio
2. ↑  Creditada de 7.01 até 7.14
3. ↑  Creditado apenas nos episódios em que ele aparece: 7.07 até 7.08; 7.12; 7.18 até 7.22
4. ↑  Steven Weber é creditado como "Special Guest Star"
5. ↑  Creditada como membro do elenco principal a partir de 7.16

## Episódios
| N.º na série | N.º na temp. | Título                                       | Dirigido por       | Escrito por | Exibição original       | Audiência (milhões) |
| --- | ------------ | -------------------------------------------- | ------------------ | --- | ----------------------- | ------------------- |
| 120 | 1            | "You Can't Always Trust What You See"        | Nicole Rubio       | Diane Frolov & Andrew Schneider                                                                                | 22 de setembro de 2021  | 6.81                |
| A Dra. Manning parte de Chicago e o Dr. Halstead retorna ao Gaffney, a pedido de Sharon, para investigar um colega médico suspeito de receber propinas. Enquanto isso, Gaffney dá as boas-vindas ao Dr. Dylan Scott e à Dra. Stephanie "Stevie" Hammer; esta última conhecendo o Dr. Halstead desde a faculdade de medicina. Dr. Archer e Dr. Charles lidam com um par de gêmeas que fazem tudo juntas por dentro e por fora. Dr. Scott lida com uma criança com anemia falciforme.                                                                 |              |                                              |                    | |                         |                     |
| 121 | 2            | "To Lean In or To Let Go"                    | Oz Scott           | Safura Fadavi                                                                                                  | 29 de setembro de 2021  | 6.71                |
| Drs. Hammer e Halstead discordam ao tratar um paciente com doença de Addison cuja mãe está determinada a fazer qualquer coisa para protegê-lo de tratamentos desnecessários. Os Drs Taylor e Archer estão em desacordo sobre o tratamento de uma vítima de acidente de motocicleta. Drs. Scott e Charles lidam com um negociador da UNICEF com trauma reprimido. Enquanto isso, o Dr. Halstead continua com sua investigação sobre um médico que está recebendo propinas. A saúde de Sharon está em perigo quando ela começa a sentir tonturas.     |              |                                              |                    | |                         |                     |
| 122 | 3            | "Be the Change You Want to See"              | Mykelti Williamson | Meridith Friedman                                                                                              | 6 de outubro de 2021    | 7.02                |
| Dra. Hammer é colocada em uma situação desconfortável quando o marido de uma paciente, e um dos maiores doadores financeiros do hospital, age de forma inadequada em relação a ela. Drs. Halstead e Scott lidam com um paciente que está mentindo sobre ter lúpus. Drs. Taylor, Charles e Marcel tentam convencer um paciente a concordar com uma cirurgia salva-vidas. |              |                                              |                    | |                         |                     |
| 123 | 4            | "Status Quo (The Mess We're In)"             | Milena Govich      | Eli Talbert | 13 de outubro de 2021   | 6.94                |
| Maggie, Dra. Hammer e Dra. Taylor estão céticas sobre um paciente que afirma ter câncer terminal. A Dra. Hammer faz testes e descobre que o paciente está livre do câncer. Drs. Charles e Scott lidam com um paciente anterior com esquizofrenia. O Dr. Halstead continua sua investigação sobre um médico que recebe propinas, apresentando uma nova ideia para o hospital. |              |                                              |                    | |                         |                     |
| 124 | 5            | "Change Is a Tough Pill to Swallow"          | Nicole Rubio       | Jeff Drayer & Natalie Drayer                                                                                   | 20 de outubro de 2021   | 6.77                |
| Drs. Halstead e Hammer colocam suas diferenças de lado para tratar um paciente idoso. Drs. Charles e Scott tratam de um paciente diagnosticado erroneamente com TDAH. O Dr. Marcel é forçado a passar por obstáculos políticos ao tratar um paciente que é membro da família de outro médico. |              |                                              |                    | |                         |                     |
| 125 | 6            | "When You're a Hammer Everything's a Nail"   | Charles S. Carroll | Daniel Sinclair                                                                                                | 27 de outubro de 2021   | 6.80                |
| Quando sua mãe é internada no hospital, a Dra. Hammer pede ajuda à Dr. Taylor para que sua mãe concorde em procurar tratamento. O passado policial do Dr. Scott volta quando ele reconhece o pai de sua paciente, que ele prendeu 10 anos antes por violência doméstica, e suspeita que as quedas de sua filha são intencionais. O Dr. Marcel é forçado a escolher o lado de outro médico quando se trata de um paciente com transplante de fígado. Além disso, Sharon continua a pressionar o Dr. Halstead em sua investigação sobre o Dr. Cooper. |              |                                              |                    | |                         |                     |
| 126 | 7            | "A Square Peg in a Round Hole"               | Timothy Busfield   | Stephen Hootstein & Gabriel L. Feinberg                                                                        | 3 de novembro de 2021   | 6.67                |
| O Dr. Ethan Choi retorna ao Gaffney após seu quase fatal acidente com um tiro e tenta se ajustar. Dr. Marcel atende um paciente que precisa de transplante de fígado. O Dr. Halstead continua a investigação do Dr. Cooper. |              |                                              |                    | |                         |                     |
| 127 | 8            | "Just as a Snake Sheds Its Skin"             | Michael Berry      | Safura Fadavi & Meridith Friedman                                                                              | 10 de novembro de 2021  | 6.46                |
| A vida do Dr. Scott como médico e sua vida passada como policial são postas à prova quando um amigo da família e um veterano é investigado pela polícia. Maggie ajuda a Dra. Taylor quando o hospital anuncia novos testes aleatórios de drogas. Dr. Choi coloca sua recuperação em risco ao atender um paciente. O Dr. Halstead ajuda a Dra. Hammer a procurar sua mãe depois que ela desaparece. |              |                                              |                    | |                         |                     |
| 128 | 9            | "Secret Santa Has a Gift for You"            | Nicole Rubio       | Diane Frolov & Andrew Schneider                                                                                | 8 de dezembro de 2021   | 6.59                |
| A investigação do Dr. Halstead sobre o Dr. Cooper chega a um impasse quando o hospital não vai ao FBI. Ao mesmo tempo, ele ajuda o Dr. Scott com um paciente de 4 meses. Enquanto isso, a Dra. Taylor luta para manter seu vício em segredo. Drs. Marcel e Blake se juntam ao Dr. Abrams com um transplante de fígado. |              |                                              |                    | |                         |                     |
| 129 | 10           | "No Good Deed Goes Unpunished... in Chicago" | Michael Pressman   | Eli Talbert & Ryan Michael Johnson                                                                             | 5 de janeiro de 2022    | 6.94                |
| Sharon lida com as consequências do escândalo da Vascom que levou a novos funcionários do hospital. Enquanto isso, os drs. Marcel e Blake cuidam de um paciente com autismo severo. Além disso, o filho de um paciente mente para o hospital sobre os ferimentos de seu pai. |              |                                              |                    | |                         |                     |
| 130 | 11           | "The Things We Thought We Left Behind"       | S.J. Main Muñoz    | Jeff Drayer & Natalie Drayer                                                                                   | 12 de janeiro de 2022   | 7.33                |
| Drs. Marcel e Blake estão em desacordo ao tentar descobrir qual de seus respectivos pacientes receberá um transplante de fígado. O passado do Dr. Scott vem à tona com uma paciente com quem ele já teve um relacionamento amoroso. Drs. Hammer e Charles se unem para ajudar um paciente que caiu em um beco. |              |                                              |                    | |                         |                     |
| 131 | 12           | "What You Don't Know Can't Hurt You"         | Tess Malone        | Stephen Hootstein & Daniel Sinclair                                                                            | 19 de janeiro de 2022   | 7.45                |
| Drs. Hammer e Halstead lidam com uma paciente grávida que precisa de uma cesariana de emergência que só quer uma transfusão de sangue com sangue livre da vacina de COVID-19. Enquanto isso, quando a Dra. Blake e toda a sua equipe desmaiam misteriosamente no meio da operação, o Dr. Marcel é forçado a assumir o controle, levando Sharon a ingressar como enfermeira da sala de cirurgia. O Dr. Charles visita o Dr. Choi e o encoraja a se reconciliar com seu pai.                                                                          |              |                                              |                    | |                         |                     |
| 132 | 13           | "Reality Leaves a Lot to the Imagination"    | X. Dean Lim        | História por : Meridith Friedman & Lily Dahl Roteiro por : Meridith Friedman                                   | 23 de fevereiro de 2022 | 7.13                |
| Drs. Scott e Archer diagnosticam uma infecção grave em uma mulher grávida. Maggie recebe notícias chocantes. Drs. Halstead e Charles questionam o diagnóstico de Alzheimer de um paciente idoso. Em um esforço para ajudar um paciente, o Dr. Marcel assume um risco. |              |                                              |                    | |                         |                     |
| 133 | 14           | "All the Things That Could Have Been"        | Jonathan Brown     | Diane Frolov & Andrew Schneider & Conor Patrick Hogan                                                          | 2 de março de 2022      | 7.05                |
| Goodwin designa o novo oficial de conformidade do Med para um paciente com uma condição COVID de longa distância. Maggie ajuda o Dr. Halstead a tratar um paciente que está em um pulmão de ferro há 60 anos. Dra. Hammer descobre duras verdades sobre sua mãe. Terrell retorna ao Med em circunstâncias terríveis. |              |                                              |                    | |                         |                     |
| 134 | 15           | "Things Meant to Be Bent Not Broken"         | Afia Nathaniel     | Stephen Hootstein & Gabriel L. Feinberg                                                                        | 9 de março de 2022      | 7.05                |
| Dr. Scott suspeita que seu paciente pode ser um traficante de drogas. O Dr. Halstead deve decidir como gastar seu acordo de delator. Drs. Charles e Taylor ajudam uma paciente que acredita estar infestada de parasitas. Drs. Marcel e Blake estão emparelhados com um cirurgião arrogante. |              |                                              |                    | |                         |                     |
| 135 | 16           | "May Your Choices Reflect Hope, Not Fear"    | Tess Malone        | História por : Eli Talbert & Mrittika "Mou" Sarin Roteiro por : Eli Talbert & Ryan Michael Johnson             | 16 de março de 2022     | 6.35                |
| Relacionamentos e amizades são testados no Med. |              |                                              |                    | |                         |                     |
| 136 | 17           | "If You Love Someone, Set Them Free"         | Bethany Rooney     | Jeff Drayer & Natalie Drayer                                                                                   | 6 de abril de 2022      | 6.61                |
| Drs. Halstead e Charles trabalham com um paciente adolescente com câncer no cérebro que recusa o tratamento. |              |                                              |                    | |                         |                     |
| 137 | 18           | "Judge Not, For You Will Be Judged"          | Nicole Rubio       | Safura Fadavi & Meridith Friedman                                                                              | 13 de abril de 2022     | 6.71                |
| Drs. Archer e Asher discutem sobre um paciente com laços estreitos com Goodwin. |              |                                              |                    | |                         |                     |
| 138 | 19           | "Like a Phoenix Rising from the Ashes"       | Timothy Busfield   | Stephen Hootstein & Daniel Sinclair                                                                            | 20 de abril de 2022     | 6.66                |
| Drs. Halstead e Asher trabalham para salvar o bebê de uma barriga de aluguel; Dr. Charles cuida de um paciente em greve de fome. |              |                                              |                    | |                         |                     |
| 139 | 20           | "End of the Day, Anything Can Happen"        | Daniel Willis      | Eli Talbert & Gabriel L. Feinberg                                                                              | 11 de maio de 2022      | 6.37                |
| Dr. Scott ajuda a filha de um chefe da máfia; uma avó chega ao Med desesperada para salvar seu neto; Dr. Choi luta com notícias chocantes sobre seu pai; Drs. Halstead e Taylor cuidam do colega de escola de Maggie. |              |                                              |                    | |                         |                     |
| 140 | 21           | "Lying Doesn't Protect You from the Truth"   | Michael Pressman   | Jeff Drayer & Natalie Drayer                                                                                   | 18 de maio de 2022      | 6.24                |
| Drs. Scott e Choi tratam de um paciente baleado durante uma operação antidrogas; Drs. Charles e Taylor trabalham juntos para diagnosticar adequadamente um palestrante motivacional; Drs. Halstead e Asher pedem ajuda ao Dr. Marcel com uma paciente grávida. |              |                                              |                    | |                         |                     |
| 141 | 22           | "And Now We Come to the End"                 | Nicole Rubio       | História por : Meridith Friedman & Lily Dahl Roteiro por : Diane Frolov & Andrew Schneider & Meridith Friedman | 25 de maio de 2022      | 6.43                |
| Um incêndio abala dois médicos e todos estão vivendo um drama de amizade e relacionamento. |              |                                              |                    | |                         |                     |

## Produção

### Filmagens
As filmagens da décima temporada começaram em 20 de julho de 2021.

### Casting
Em 12 de maio de 2021, Yaya DaCosta e Torrey Devitto anunciaram sua saída da série. Em 21 de julho de 2021, foi anunciado que Steven Weber seria promovido ao elenco regular na série após participações recorrentes na sexta temporada, e Guy Lockard e Kristen Hager se juntariam ao elenco principal. Em 16 de março de 2022, foi anunciado que Jessy Schram, que anteriormente fazia participações recorrentes como Dra. Hannah Asher, havia sido promovida ao elenco principal a partir do episódio 16 da sétima temporada. Em 4 de abril de 2022, foi anunciado que Kristen Hager sairia da série.

## Recepção

### Audiência
| №  | Título                                       | Exibição original       | Rating/share (18–49) | Audiência (em milhões) | DVR (18–49) | Audiência em DVR (milhões) | Total (18–49) | Audiência total (em milhões) | Ref(s) |
| -- | -------------------------------------------- | ----------------------- | -------------------- | ---------------------- | ----------- | -------------------------- | ------------- | ---------------------------- | ------ |
| 1  | "You Can't Always Trust What You See"        | 22 de setembro de 2021  | 0.8                  | 6.81                   | 0.3         | 2.20                       | 1.1           | 9.01                         | [ 33 ] |
| 2  | "To Lean In, Or To Let Go"                   | 29 de setembro de 2021  | 0.7                  | 6.71                   | 0.3         | 2.22                       | 1.1           | 8.93                         | [ 34 ] |
| 3  | "Be the Change You Want to See"              | 6 de outubro de 2021    | 0.8                  | 7.02                   | 0.3         | 1.85                       | 1.1           | 8.87                         | [ 35 ] |
| 4  | "Status Quo, aka the Mess We're In"          | 13 de outubro de 2021   | 0.8                  | 6.94                   | 0.4         | 2.30                       | 1.2           | 9.25                         | [ 36 ] |
| 5  | "Change Is a Tough Pill to Swallow"          | 20 de outubro de 2021   | 0.7                  | 6.77                   | 0.4         | 2.25                       | 1.1           | 9.01                         | [ 37 ] |
| 6  | "When You're a Hammer Everything's a Nail"   | 27 de outubro de 2021   | 0.7                  | 6.80                   | 0.3         | 1.83                       | 1.1           | 8.63                         | [ 38 ] |
| 7  | "A Square Peg in a Round Hole"               | 3 de novembro de 2021   | 0.7                  | 6.67                   | 0.3         | 1.84                       | 1.0           | 8.51                         | [ 39 ] |
| 8  | "Just as a Snake Sheds Its Skin"             | 10 de novembro de 2021  | 0.7                  | 6.46                   | 0.3         | 1.89                       | 1.0           | 8.35                         | [ 40 ] |
| 9  | "Secret Santa Has a Gift for You"            | 8 de dezembro de 2021   | 0.7                  | 6.59                   | 0.5         | 2.40                       | 1.2           | 8.98                         | [ 41 ] |
| 10 | "No Good Deed Goes Unpunished... in Chicago" | 5 de janeiro de 2022    | 0.8                  | 6.94                   | 0.3         | 1.96                       | 1.0           | 8.89                         | [ 42 ] |
| 11 | "The Things We Thought We Left Behind"       | 12 de janeiro de 2022   | 0.8                  | 7.33                   | —           | —                          | —             | —                            | —      |
| 12 | "What You Don't Know Can't Hurt You"         | 19 de janeiro de 2022   | 0.8                  | 7.45                   | 0.3         | 1.84                       | 1.1           | 9.29                         | [ 43 ] |
| 13 | "Reality Leaves a Lot To The Imagination"    | 23 de fevereiro de 2022 | 0.8                  | 7.13                   | 0.3         | 1.91                       | 1.1           | 9.04                         | [ 44 ] |
| 14 | "All the Things That Could Have Been"        | 2 de março de 2022      | 0.7                  | 7.05                   | 0.3         | 1.82                       | 1.0           | 8.87                         | [ 45 ] |
| 15 | "Things Meant to Be Bent Not Broken"         | 9 de março de 2022      | 0.9                  | 7.05                   | 0.4         | 2.19                       | 1.3           | 9.24                         | [ 46 ] |
| 16 | "May Your Choices Reflect Hope, Not Fear"    | 16 de março de 2022     | 0.7                  | 6.35                   | 0.4         | 2.25                       | 1.1           | 8.60                         | [ 47 ] |
| 17 | "If You Love Someone, Set Them Free"         | 6 de abril de 2022      | 0.7                  | 6.61                   | 0.4         | 2.20                       | 1.0           | 8.81                         | [ 48 ] |
| 18 | "Judge Not, For You Will Be Judged"          | 13 de abril de 2022     | 0.7                  | 6.71                   | 0.4         | 2.28                       | 1.1           | 9.00                         | [ 23 ] |
| 19 | "Like a Phoenix Rising from the Ashes"       | 20 de abril de 2022     | 0.7                  | 6.66                   | 0.3         | 2.14                       | 1.0           | 8.80                         | [ 49 ] |
| 20 | "End of the Day, Anything Can Happen"        | 11 de maio de 2022      | 0.6                  | 6.37                   | —           | —                          | —             | —                            | —      |
| 21 | "Lying Doesn't Protect You from the Truth"   | 18 de maio de 2022      | 0.6                  | 6.24                   | —           | —                          | —             | —                            | —      |
| 22 | "And Now We Come to the End"                 | 25 de maio de 2022      | 0.7                  | 6.43                   | —           | —                          | —             | —                            | —      |

Notas
1. 1 2 3 4 5 6 7 8 9 10  A audiência ao vivo+7 dias não estava disponível, portanto, a audiência ao vivo+3 dias foi usada.

## Lançamento em DVD
| Chicago Med – Season Seven                                                                            | | |                           |                           |                           |
| Detalhes do DVD                                                                                       | Detalhes do DVD                                                                                       | Detalhes do DVD                                                                                       | Características Especiais | Características Especiais | Características Especiais |
| - 22 episódios - 5 discos - Áudio em Inglês (Dolby Digital 5.1 Surround) - Legendas: Inglês e Francês | - 22 episódios - 5 discos - Áudio em Inglês (Dolby Digital 5.1 Surround) - Legendas: Inglês e Francês | - 22 episódios - 5 discos - Áudio em Inglês (Dolby Digital 5.1 Surround) - Legendas: Inglês e Francês | Não possui                | Não possui                | Não possui                |
| Datas de lançamento                                                                                   | | |                           |                           |                           |
| Região 1                                                                                              | Região 1                                                                                              | Região 2                                                                                              | Região 2                  | Região 4                  | Região 4                  |
| 23 de agosto de 2022                                                                                  | 23 de agosto de 2022                                                                                  | 14 de novembro de 2022                                                                                | 14 de novembro de 2022    | 23 de agosto de 2023      | 23 de agosto de 2023      |